# 運輸通信省 (シンガポール)
運輸通信省（うんゆつうしんしょう、英語: Ministry of Communications）は、1999年6月まで存在したシンガポールの省。情報技術の急速な発展によって運輸情報通信省（英語: Ministry of Communications and Information Technology、略称：英語: MCIT）に改組された。